# Bemlos unicornis
Bemlos unicornis är en kräftdjursart som först beskrevs av Bynum och Fox 1977.  Bemlos unicornis ingår i släktet Bemlos och familjen Aoridae. Inga underarter finns listade i Catalogue of Life.